# REVUE
『REVUE』（レヴュー）は松原みき6枚目のオリジナルアルバム。1983年9月21日にキャニオン・レコードからLPとポニーからカセットテープがリリースされた。

## キャッチコピー
ぬきんでたヴォーカルの才能で、女性POPSの中心として90年代を代表する手応え!!

## 収録曲

### Side A
1. ムーンナイトレビュー (3'43")
作詞：SHOW／作曲：根本要／編曲：鷺巣詩郎
2. 雨のちハレルヤ (3'50")
作詞：SHOW／作曲：佐藤健／編曲：林哲司
3. Sweet サレンダー (3'32")
作詞：田口俊／作曲：山川恵津子／編曲：鷺巣詩郎
4. シャンデリア・ミラージュ (4'02")
作詞：田口俊／作曲：伊藤銀次／編曲：林哲司
5. 遅れて来た九月 (3'56")
作詞：売野雅勇／作曲：佐藤健／編曲：林哲司

### Side B
1. 彼女のいちばん素敵な夜 (3'28")
作詞：売野雅勇／作曲：松原みき／編曲：松原みき
2. アラモード (4'19")
作詞：松原みき、Richard Rodgers／作曲：松原みき、Oscar Hammerstein II／編曲：松原みき
3. スターダスト レイン (3'39")
作詞：売野雅勇／作曲：林哲司／編曲：林哲司
4. 風のフォトグラフ (4'38")
作詞：売野雅勇／作曲：林哲司／編曲：林哲司
5. もう一度Fall in Love (4'06")
作詞：松原みき／作曲：林哲司、加賀谷護／編曲：林哲司

## 参加ミュージシャン

### Side A,B
斉藤隆文(keybs,A-1,3/B-1,2)、本城真樹(drums,A-1,3/B-1,2)、
井上哲也(bass,A-1,3/B-1,2)、斉藤よし次(guitar,B-1,2)、加賀谷護(sax,B-1)
田中昌之(vocal,B-5)=クリスタルキング元ボーカル
K.長浜、Y.渡辺(chorus,A-1,3/B-1,2)

## 関連シングル・ベストアルバム
- Sweet サレンダー

EP 7A0315 SEE.SAW 1983.9.21 キャニオン・レコード(廃盤)
タイトル曲および「WANGAN High Way」を収録。
- 松原みき BEST 20

CASSETTE 36P1223 1984 ポニー（廃盤）
「雨のちハレルヤ」「遅れて来た九月」「風のフォトグラフ」を収録。
- 松原みき ベストセレクション

CD D36A0086 SEE・SAW 1985.6.5 キャニオン・レコード(廃盤)
「Sweet サレンダー」を収録。
- 松原みき スーパーベスト

CD D32P6028 1986.12.5 ポニー(廃盤)
- Anthology 松原みき BEST

CD PCCA-01678 2002.4.17 ポニーキャニオン
上記2アルバムともに「Sweet サレンダー」「風のフォトグラフ」を収録。
- ザ・プレミアムベスト 松原みき

CD PCCA-03833 2013.5.15 ポニーキャニオン
「彼女のいちばん素敵な夜」「スターダストレイン」を収録。